# 氢氧化铽
氢氧化铽是一种无机化合物，化学式为Tb(OH)3。

## 化学性质
氢氧化铽可溶于酸，生成铽盐：
Tb(OH)3 + 3 H+ → Tb3+ + 3 H2O
氢氧化铽受热分解，在340°C生成TbO(OH)，继续加热至500°C得到Tb4O7并释出氧气。